# Calilegua
Calilegua és una ciutat i municipi del sud-est de la província argentina de Jujuy, al departament Ledesma. Aquesta ciutat està situada a uns 170 km al nord-est de la capital provincial, amb la qual es comunica principalment mitjançant la RN 34 (km 1.278, i un petit accés per la ruta provincial RP 56.

## Toponímia
Significa "mirador de pedra".

## Història
En època prehispànica el territori era poblat per les ètnies dels ocloyas (una part dels omaguacas), els churumatas, els chanés, els chorotís i els wichis. La presència europea es va iniciar amb els conquistadors espanyols en el segle xvi, encara que la consolidació dels europeus va ser lenta, en gran part per les dificultats climàtiques i d'accessibilitat.
- 1756, Calilegua neix quan els Jesuïtes funden la "Reducción San Ignacio de los Tobas", atents a la proximitat del Fort Nuestra Señora del Rosario. La seva ubicació geogràfica va ser: "Dintre del terme i partió del riu Sora pel nord, pel sud el mont Saladillo, per l'orient el riu Grande i per l'occident les llomes serralades més immediates a aquest dit Fort..."
- 1767, expulsió dels Jesuïtes.
- 1770, s'instal·là a Calilegua el pioner del sucre Gregorio Zegada, amb resultats excel·lents. No trigà a aparèixer l'empresari salteño José Ramírez de Ovejero, fundador del primer ingeni comercial: l'Ingeni Ledesma.

## Geografia
La regió és un raiguer de contacte entre les iungues i la plana del Chaco, el clima és tropical amb elevades temperatures diürnes gairebé tot l'any (a l'estiu, especialment durant els mesos de desembre i gener, les temperatures absolutes poden arribar a 46 °C, no obstant això esporàdicament, en les nits hivernals –juliol i juny– les temperatures baixen dels 10 °C).

## Economia
La principal activitat és la que deriva cel complex agroindustrial Ledesma SAAI, productor de sucre, alcohol i paper per a impressió i escriptura. Altres activitats, principalment relacionades amb l'agricultura, són la producció de tomaques, dacsa, fesols, albergínies, pebre roig, cogombres i carabasses. També s'hi cultiven per a l'exportació diverses flors tropicals, i a escala reduïda cacau, alvocats, bananes i cítrics.

## Població
L'any 2001 tenia 5.174 habitants (INDEC, 2001), el que representa un increment del 24,61% enfront dels 4.152 habitants (INDEC, 1991) del cens anterior.

## Educació i sanitat
Disposa de tres escoles primàries, un institut de batxillerat i un hospital públic.

## Turisme
Al 2007 té bon desenvolupament turístic; posseïx potencial per al turisme d'aventura, ja que es troba prop del límit de la gran Reserva de biosfera de las Yungas, integrant del sistema Mab, i per altra banda, a uns 10 km es troba el Parc Nacional Calilegua.